# 후안 카를로스 페레로
후안 카를로스 페레로 도나트(Juan Carlos Ferrero Donat, 1980년 2월 12일 ~ )은 전 세계 랭킹 1위였던 스페인의 은퇴한 프로 테니스 선수이다. 2003년 프랑스 오픈에서 우승했으며, 같은 해 9월 세계 랭킹 1위까지 올랐었다. 2003년 US 오픈에서는 준우승하였다. 호리호리하지만 체력이 강하고 발이 빨라 '모스키토'(mosquito)라는 별명으로 불리기도 했다. 그는 오픈 시대 이래 4개 그랜드 슬램에서 모두 8강 이상 진출한 몇 안 되는 선수들 중 한 명이다.

## 개인사
페레로는 7세 때 그의 아버지 에두아르도 훼레로(Eduardo Ferrero)로부터 처음 테니스를 배우기 시작했다. 그에게는 아나(Ana)와 로라(Laura) 두 여자 형제가 있으며, 개인적으로 존경하는 테니스 선수는 프랑스 오픈에서 두 번 우승한 미국의 전 세계 랭킹 1위 선수인 짐 쿠리어라고 한다. 그의 피트니스 트레이너는 미겔 마에소(Miguel Maeso)이며, 안토니오 마르티네즈(Antonio Martinez, 1989년부터)와 살바도르 나바로(Salvador Navarro, 2008년 5월부터)를 코치로 두고 있다.
2007년 7월 그는 발렌시아 남쪽 50분 거리에 있는 보카이렌테(Bocairente)의 낡은 별장을 수리하여 12개의 고급 스위트룸을 갖춘 호텔로 개조, '호텔 훼레로'(Hotel Ferrero)라는 이름으로 개장하였다.
그는 2009년이 그의 투어 마지막 해가 될 수도 있음을 공식적으로 밝혔다. 그러나 2009년 윔블던에서 8강까지 오르는 등 호성적을 보여 랭킹이 상승하면서, 만일 랭킹 20위권 내에 진입할 경우 은퇴를 늦출 수도 있다는 뜻을 보이기도 했다.